# Site des anciens fours à céramiques de Hutian
Le site des anciens fours à céramiques de Hutian (chinois : 湖田古瓷窑址) est un des sites historiques et culturels majeurs protégés au niveau national au niveau de la province du Jiangxi, au Sud-Est de la république populaire de Chine. Les vestiges de ces fours couvrent une période allant de la période des Cinq Dynasties et des Dix Royaumes (907 – 979) jusqu'à la dynastie Ming. Ils ont été trouvés au village de Hutian (湖田村), canton de Jingcheng (竟成乡), au Sud-Est de Jingdezhen, principale ville où sont fabriquées les porcelaines artisanales de Chine.

## Annexe